# William Hardham
William James Hardham, VC (Wellington, 31 de julho de 1876 – Wellington, 13 de abril de 1928) foi um militar neozelandês que foi condecorado com a Cruz Vitória, a maior condecoração por bravura "diante do inimigo" que poderia ser concedida na época a militares do Império Britânico.
Nascido em Wellington, Hardham era ferreiro e soldado em part-time na milícia local quando se ofereceu para servir nas Forças Militares da Nova Zelândia na Segunda Guerra dos Bôeres. Colocado no 4.º Contingente, em 1900, estava a realizar uma patrulha no Transvaal sul-africano quando foi emboscado. Hardham subiu para o seu cavalo para resgatar um soldado ferido sob fogo pesado e, por isso, foi condecorado com a Cruz Vitória (VC). Dispensado das Forças Militares da Nova Zelândia, em 1901, ele voltou para outro período de serviço na Segunda Guerra dos Bôeres, mas esteve apenas brevemente na África do Sul antes de ser enviado à Inglaterra para a coroação do rei Eduardo VII e da rainha Alexandra.
De volta à vida civil, envolveu-se cada vez mais na administração do rugby com a Wellington Rugby Football Union; ele jogou rugby representativo pela Wellington na sua juventude, mas também continuou a servir na milícia. Quando a Primeira Guerra Mundial começou, Hardham ofereceu-se para servir no exterior com a Força Expedicionária da Nova Zelândia (NZEF) e foi destacado para a Wellington Mounted Rifles (WMR) como capitão. Ferido durante a Campanha de Galípoli, foi enviado de volta para a Nova Zelândia. Durante a sua recuperação, foi nomeado comandante do Hospital Queen Mary, em Hanmer Springs, mas desejava regressar à NZEF e a um posto no exterior. Ele voltou ao WMR, então na Palestina, no final de 1917, mas a sua saúde estava deteriorada e isso afetou-o pelo resto do seu serviço militar. Tendo alcançado o posto de major no final da guerra em 1918, foi dispensado do NZEF. Voltando à vida civil, trabalhou para um jornal e mais tarde para o Departamento de Obras Públicas, além de se envolver em assuntos de veteranos. Faleceu em 1928, aos 51 anos.

## Infância e juventude
William James Hardham nasceu a 31 de julho de 1876, em Wellington, filho de George Hardham, um trabalhador, e de sua esposa, Ann Hardham, com nome de nascimento Gregory. Recebeu a sua educação na Mount Cook School e, quando terminou os estudos, conseguiu trabalho como ferreiro. Um grande desportista, jogou rugby no Petone Rugby Club e também representou a Wellington no rugby provincial; acabaria por jogar 53 partidas pela Wellington. A sua carreira militar começou em 1895, quando ingressou na Wellington Naval Artillery, uma unidade de milícia em part-time, servindo na Companhia Petone.

## África do Sul
A Segunda Guerra dos Bôeres surgiu das tensões entre a República Boer da África do Sul e as autoridades britânicas no Transvaal da África do Sul, tudo pelo controlo da região. Em setembro de 1899, pouco antes do início das hostilidades, o Parlamento da Nova Zelândia ofereceu ao governo britânico um contingente de infantaria montada das Forças Militares da Nova Zelândia para servir na África do Sul, oferta essa que foi aceita. Os voluntários eram abundantes e, em 1900, já dois contingentes haviam partido para a guerra.
Hardham estava entre os que se ofereceram e foi colocado no 4.º Contingente da Nova Zelândia, como sargento-mor ferrador. Desembarcando na África Oriental Portuguesa em abril de 1900, o 4.º Contingente, apelidado de "Rough Riders", foi enviado como parte da Força de Campo da Rodésia em torno de Mahikeng. Além de uma breve ação em Ottoshoop, em agosto, os Rough Riders passaram a maior parte do seu serviço de guerra no Transvaal, realizando patrulhas de reconhecimento e a perseguir comandos bôeres. Como parte do esforço para privar os bôeres de recursos, eles também ajudaram a destruir plantações e a reunir civis e gado, momentos durante os quais ocasionalmente lutavam com comandos armados. A 28 de janeiro de 1901, Hardham estava numa patrulha perto de Naauwpoort, no Transvaal, quando foi emboscado por vinte bôeres. Embora a patrulha tenha conseguido retirar-se, um homem foi ferido e o seu cavalo foi baleado por baixo dele. Vendo isso, Hardham cavalgou em seu auxílio e extraiu-o para um local seguro enquanto estava sob fogo inimigo.

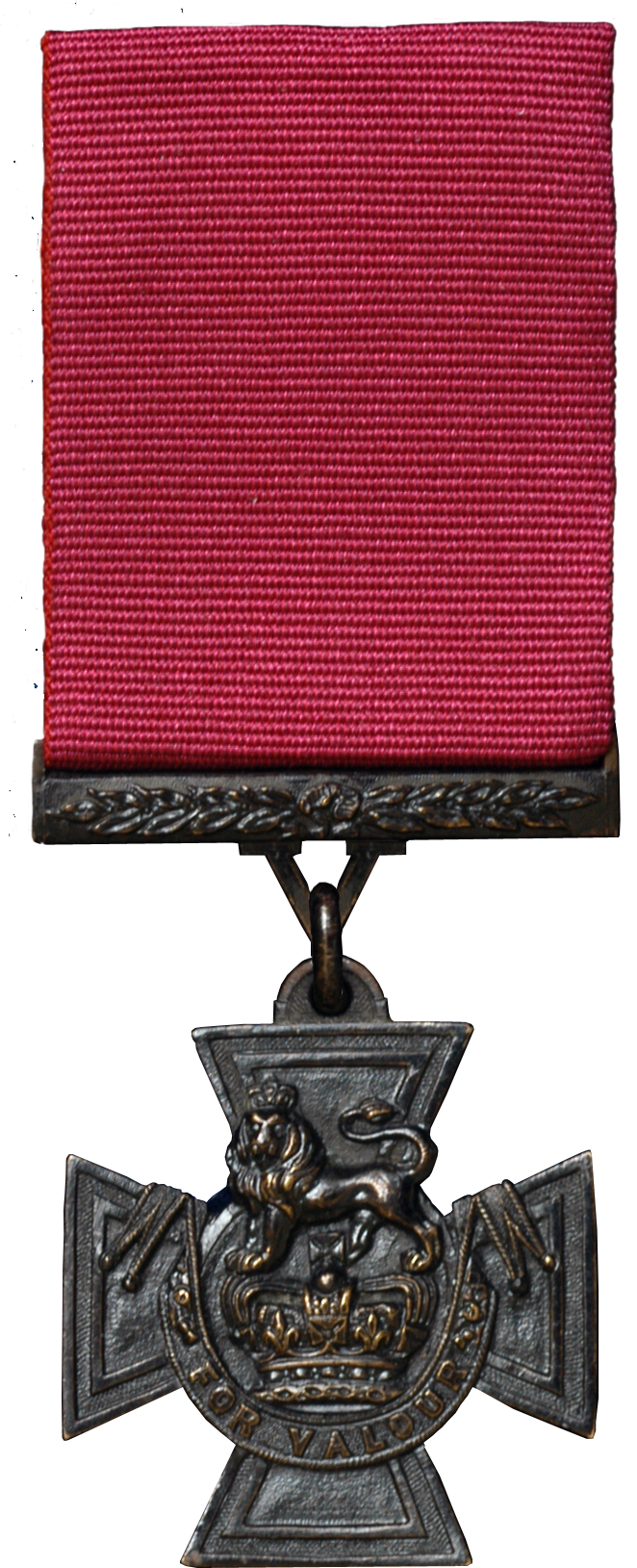
A Cruz Vitoria

Pelas suas ações, Hardham foi recomendado para a Cruz Vitória (VC) pelo general Herbert Kitchener, comandante das forças britânicas na África do Sul. A VC, instituída em 1856, era a mais alta condecoração que poderia ser concedida a um militar do Império Britânico. O comandante local, major-general Ian Hamilton, acreditava que a Medalha de Conduta Distinta, abaixo apenas para a VC, era uma forma mais apropriada de reconhecimento para Hardham. No entanto, o comandante-em-chefe do Exército britânico, o marechal de campo Earl Roberts, concordou com Kitchener e a atribuição da VC foi aprovada. A citação para a VC de Hardham, a primeira a ser concedida a um neozelandês de uma unidade das Forças Militares da Nova Zelândia servindo no exterior, dizia:

On 28 January 1901, near Naauwpoort, this Non-Commissioned Officer was with a section which was extended and hotly engaged with a party of about 20 Boers. Just before the force commenced to retire Trooper McCrae was wounded and his horse killed. Farrier- Major Hardham at once went under a heavy fire to his assistance, dismounted and placed him on his own horse, and ran alongside until he had guided him to a place of safety.— The London Gazette, No. 27362, 4 de outubro de 1901
Hardham foi condecorado com a VC, a única condecoração do tipo concedida a um neozelandês na Guerra dos Bôeres, a 1 de julho de 1901, por George, Príncipe de Gales, que estava na África do Sul em visita. Este evento ocorreu antes mesmo de a condecoração ser anunciada oficialmente no The London Gazette. No momento da apresentação da VC, o verso da barra suspensória e o reverso da própria medalha não traziam gravados o seu nome, posto, unidade e data da ação que resultou na condecoração, em desacordo com a prática normal; provavelmente, Hardham arranjou a gravura sozinho mais tarde. Os Rough Riders passaram as últimas semanas de serviço na África do Sul em operações ao norte de Klerksdorp, patrulhando e negando comida aos comandos Boer. Eles também estiveram envolvidos na captura de um comboio de comando de Koos de la Rey em março de 1901. O contingente partiu para a Nova Zelândia em junho de 1901, e Hardham foi dispensado dois meses depois.

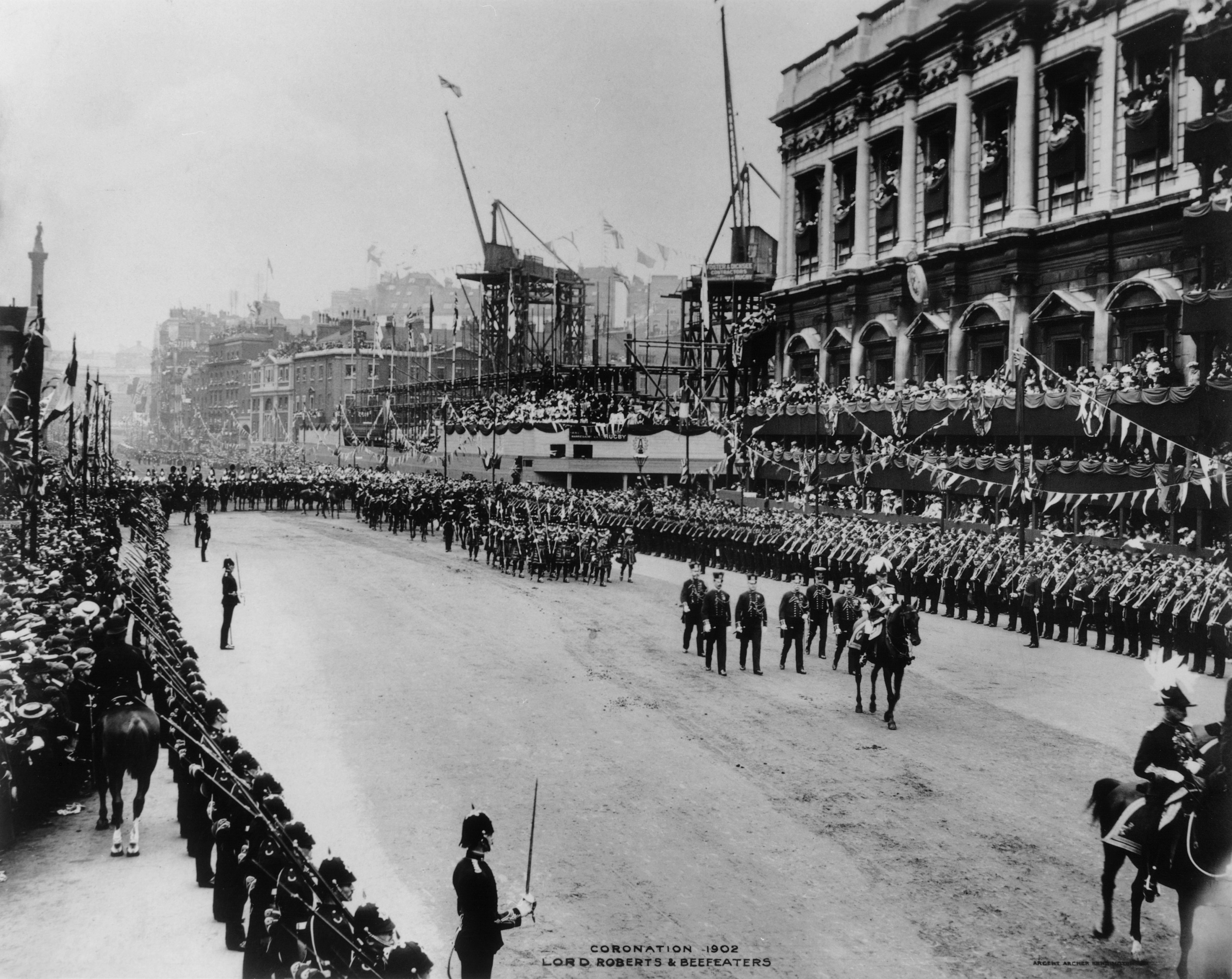
Parte do desfile para a coroação do rei Eduardo VII, em Londres

Hardham ofereceu-se para servir novamente na África do Sul, desta vez com o 9.º Contingente e foi comissionado como tenente em fevereiro de 1902. Logo após a chegada do 9.º Contingente na África do Sul no final de abril, Hardham, juntamente com 50 outros novos militares da Nova Zelândia, servindo na África do Sul, foram enviados à Inglaterra para se juntarem ao grupo oficial da Nova Zelândia que compareceu à coroação do rei Eduardo VII e da rainha Alexandra, tendo participado no desfile de tropas coloniais em Londres a 1 de julho de 1902.

## Vida civil
Hardham voltou à vida civil após a sua visita a Londres e continuou a servir na Artilharia Naval. Em 1910, tendo alcançado o posto de sargento e servido como voluntário na milícia por 16 anos, foi agraciado com a Medalha de Longo e Eficiente Serviço. Além do seu trabalho como ferreiro, ele também envolveu-se progressivamente na administração do rugby; em 1908, iniciou um mandato de seis anos no comité da Wellington Rugby Football Union.

## Primeira Guerra Mundial
Com a eclosão da Primeira Guerra Mundial em 1914, Hardham ofereceu-se como voluntário para a Força Expedicionária da Nova Zelândia (NZEF), uma força criada para servir no exterior. Nomeado capitão da Wellington Mounted Rifles (WMR), Hardman era o segundo no comando do 2.º Esquadrão. Viajando no navio de tropas Arawa, embarcou com o corpo principal do NZEF para o Médio Oriente em outubro de 1914. O seu regimento fazia parte da Brigada de Infantaria Montada da Nova Zelândia e estava destinado ao serviço na campanha de Galípoli. Chegando ao Egipto, o WMR passou vários meses em treino e instrução e, durante esse tempo, Hardham ajudou a organizar eventos desportivos para manter os homens ocupados.

### Galípoli
Embora o WMR não tenha participado nos desembarques iniciais em 25 de abril de 1915 em Galípoli, ele chegou à península algumas semanas depois, a 12 de maio, sem seus cavalos. Em poucos dias, o WMR estava envolvido em combates. Durante o ataque turco a Anzac Cove no dia 19 de maio, o WMR ajudou a evitar ataques em Quinn's Post. No final do dia, Hardham recebeu ordens para liderar um grupo de ataque no trecho de um cume chamado Nek, de onde os soldados turcos estavam disparar. A área sobre a qual o grupo deveria avançar foi varrida por tiros de metralhadora turca e as ordens de ataque foram canceladas. Logo depois, participou na Batalha pelo Posto N.º 3, uma tentativa de capturar um posto avançado turco. Aborvido pela infantaria montada de Canterbury a 28 de maio, um esquadrão do WMR imediatamente assumiu a posição, mas foi atacado à noite e isolado por mais de 24 horas. Envolvido nos esforços para socorrer o esquadrão sitiado, Hardham ficou ferido com gravidade, e outro oficial que veio em seu auxílio também ficou ferido. Os soldados encurralados do WMR foram substituídos a 30 de maio e a posição, muito exposta a novos ataques dos turcos, foi abandonada.

### Serviço de guerra posterior
Embora tratado dos seus ferimentos na mão e no peito, Hardham foi enviado de volta para a Nova Zelândia em fevereiro de 1916. Logo após o seu retorno, a 16 de março, casou-se com Constance Evelyn, nascida Parsonson, na Igreja de São Pedro em Wellington. O seu irmão foi o padrinho. Ele tentou um regresso ao serviço ativo com a NZEF, mas em vez disso recebeu uma nomeação como comandante do Hospital Queen Mary em Hanmer Springs. Inicialmente um cargo temporário, ele desempenhou tão bem o seu cargo que o mesmo tornou-se permanente, sendo também promovido a major.
Hardham ainda aspirava um papel na NZEF e no final de 1917 as autoridades militares cederam, ao que ele conseguiu juntar-se ao WMR, que servia na Palestina. A sua saúde estava fragilizada, e ele ficou doente durante grande parte do restante da guerra. Hardman acabou por ser enviado de volta para a Nova Zelândia, sofrendo de malária.

## Pós-guerra e legado

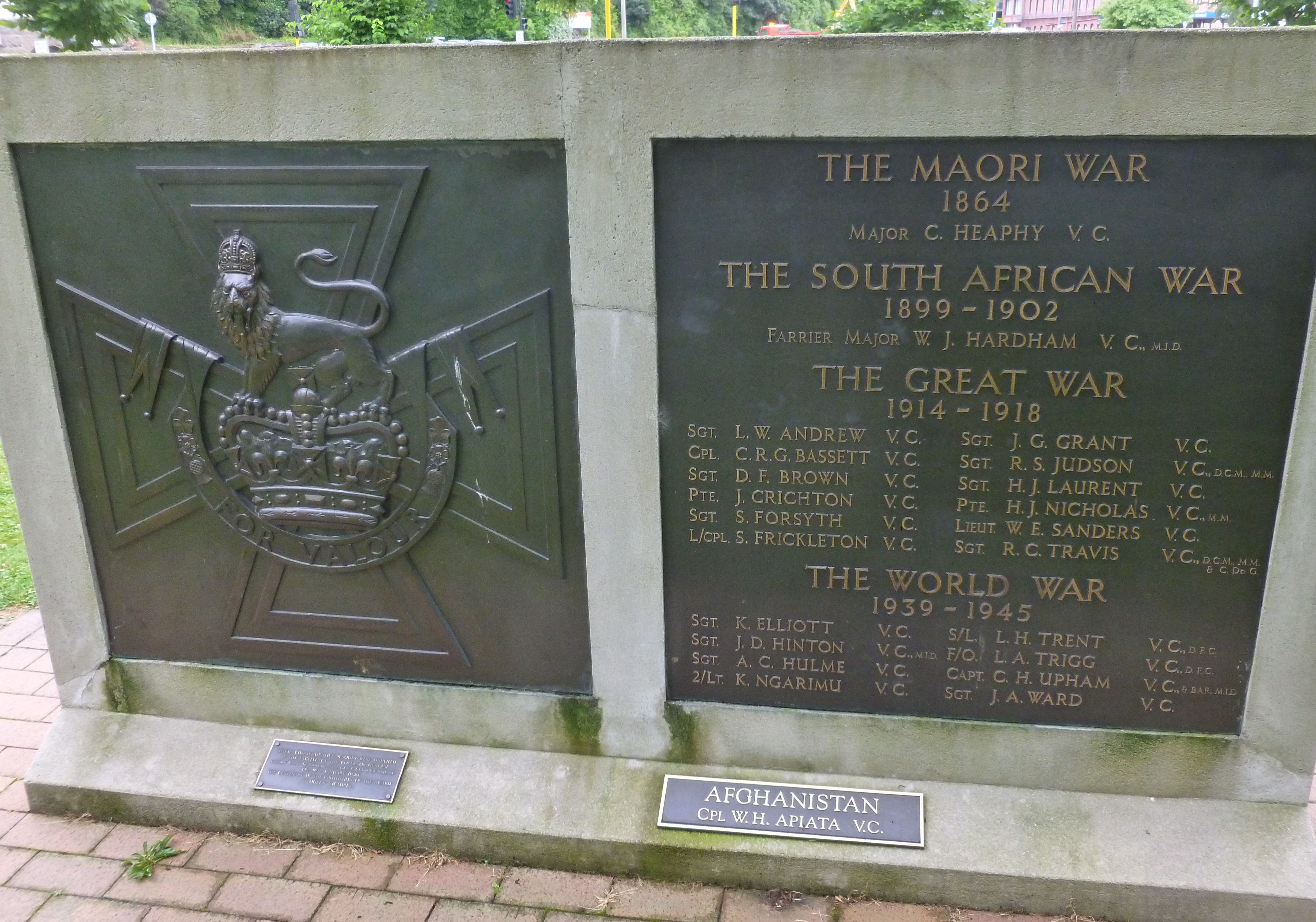
Placa memorial no Queen's Garden, Dunedin

Após a guerra, Hardham foi dispensado da NZEF, mas procurou um papel nas Forças Militares da Nova Zelândia como soldado profissional. O seu pedido foi recusado por causa da sua saúde. Incapaz de regressar ao seu trabalho como ferreiro por causa da sua condição física precária, encontrou emprego no The Dominion, um jornal em Wellington, e mais tarde no Departamento de Obras Públicas. Hardman envolveu-se em assuntos relacionados com veteranos, sendo gerente de clube na Associação de Soldados Retornados de Wellington e organizando desfiles do Dia Anzac.
Hardham continuava envolvido com a administração do rugby, servindo novamente no comité da Wellington Rugby Football Union de 1921 a 1925. Ele acabou por se tornar num membro vitalício. Quando menino, o futuro comentarista de rugby Winston McCarthy conheceu Hardham, mais tarde descrevendo-o como "um homem muito silencioso e simples" que lhe deu um livro histórico sobre rugby.
Sofrendo de cancro no estômago, Hardham faleceu em sua casa no subúrbio de Ngaio, no dia 13 de abril de 1928, aos 51 anos. Recebeu um funeral militar, e entre os participantes estava o primeiro-ministro da Nova Zelândia, Gordon Coates. Enterrado no Cemitério Karori em Wellington, Hardham deixou a sua esposa. O casal não teve filhos. A sua VC é exibida no Museu Nacional do Exército em Waiouru. A Taça Hardham, um troféu da competição de rugby do clube Wellington, é nomeada em sua honra e ele também é lembrado por uma placa no Jardim da Rainha em Dunedin.